# T&Dホールディングス
株式会社T&Dホールディングス（ティーアンドディーホールディングス、英:T&D Holdings, Inc.）は、主に3つの生命保険会社を傘下におく金融持株会社である。日経平均株価の構成銘柄の一つ。

## 概要
2004年（平成16年）4月1日に、太陽生命保険・大同生命保険の統括持株会社として設立され、同時に、太陽・大同両社の子会社だったT&Dフィナンシャル生命保険（かつての東京生命保険）の100％親会社になった。
傘下の会社名の英語の頭文字（Taiyo Life&Daido Life）に絡ませつつも、「T」は挑戦である「Try」を、「D」は発見である「Discover」をそれぞれ意味しており、挑戦と発見による価値の創造を通じて、人と社会に貢献するグループを目指している。

## 沿革
- 1999年（平成11年）1月 - 太陽生命保険相互会社と大同生命保険相互会社が全面的な業務提携。同年6月にグループ名を「T&D保険グループ」とする。
- 2001年（平成13年）6月 - 同年3月に経営破綻した東京生命保険相互会社（現・T&Dフィナンシャル生命保険）のスポンサー支援企業となり、同年10月に太陽生命保険・大同生命保険共同で株式を取得。
- 2002年（平成14年）4月 - 大同生命保険が国内生命保険会社として初めて相互会社から株式会社に組織変更、東京証券取引所・大阪証券取引所に上場。
- 2003年（平成15年）4月 - 太陽生命保険が相互会社から株式会社に組織変更、東京証券取引所に上場。
- 2004年（平成16年）
  - 3月 - 太陽生命保険、大同生命保険上場廃止。
  - 4月 - 太陽生命保険・大同生命保険・T&Dフィナンシャル生命保険の3社の株式移転により、国内生命保険会社として初めての持株会社、株式会社T&Dホールディングス設立。東京証券取引所・大阪証券取引所に上場。
- 2006年（平成18年）7月 - 本社を東京都港区海岸1丁目2-3に移転（同時にグループ会社の本社機能も集約）。
- 2007年（平成19年）
  - 1月5日 - 日本ファミリー保険企画株式会社（現・ペット&ファミリー損害保険）を子会社化。
  - 3月 - グループ会社4社が保有していたT&Dアセットマネジメント株式会社の株式を取得し、直接子会社化。
- 2015年（平成27年）12月 - 本社を東京都中央区日本橋2丁目7-1に移転。
- 2019年（令和元年）7月1日 - 同年6月11日に子会社として設立された投資事業を担うT&Dユナイテッドキャピタル株式会社の事業を開始[4]。
- 2022年（令和4年）10月3日 - 同年9月15日に子会社として設立されたデジタル技術を活用した保険商品・サービスの開発・提供を担う株式会社All Rightの事業を開始[5]。
- 2024年（令和6年）9月30日 - T&D情報システム株式会社を子会社化。

## 歴代社長
| 代 | 氏名     | 就任日 | 退任日 | 備考 |
| -- | -------- | ------ | ------ | ---- |
| 1  | 宮戸直輝 | 2004年 | 2011年 |      |
| 2  | 中込賢次 | 2011年 | 2015年 |      |
| 3  | 喜田哲弘 | 2015年 | 2018年 |      |
| 4  | 上原弘久 | 2018年 | 2024年 |      |
| 5  | 森山昌彦 | 2024年 | 現職   |      |

## グループ経営理念・経営ビジョン
- グループ経営理念
  - Try & Discover（挑戦と発見）による価値の創造を通じて、人と社会に貢献するグループを目指します。

- グループ経営ビジョン
  - 保険を通じて、“ひとり”から、世の中のしあわせをつくる。
  - ていねいに向き合い、大胆に変えるグループへ。

## グループブランドメッセージ
- さあ、保険の新次元へ。

## グループ企業

### 保険及び保険関連事業
保険事業
- 太陽生命保険株式会社[注釈 1]（生命保険業・家庭市場）
- 大同生命保険株式会社[注釈 1]（生命保険業・中小企業市場）
- T&Dフィナンシャル生命保険株式会社[注釈 1]（生命保険業・乗合代理店市場）
- ペット&ファミリー損害保険株式会社（損害保険業）
- 株式会社All Right少額短期保険（少額短期保険業）
- Capital Taiyo Life Insurance Limited（生命保険業）
- FGH Parent, L.P.（保険持株会社）

保険関連事業
- 株式会社All Right（利用者のウェルビーイングの向上に資するサービス提供業務 ）
- T&Dリスクソリューションズ株式会社（保険仲立人業）
- T&Dコンファーム株式会社（保険契約に関する確認代行業務）
- 東陽保険代行株式会社（保険代理業）
- 株式会社大同マネジメントサービス（保険代理業）
- 株式会社太陽生命少子高齢社会研究所（健康・医療等に関する調査・研究業務）

### 資産運用関連事業
- T&Dアセットマネジメント株式会社（第二種金融商品取引業、投資運用業、投資助言・代理業）
- T&Dユナイテッドキャピタル株式会社（投資・投資先管理業務等）
- T&D United Capital North America Inc. （投資・投資先管理業務等）
- T&Dリース株式会社（リース事業）
- 太陽信用保証株式会社（信用保証業務）
- エー・アイ・キャピタル株式会社（未公開株式ファンドへの投資業務）

### 事務代行等関連事業
- T&D情報システム株式会社（コンピューター処理業務）
- 東陽興産株式会社（物品斡旋・販売業務）
- 株式会社太陽ビルサービス（不動産管理業務）
- 日本システム収納株式会社（金銭収納業務）
- 株式会社全国ビジネスセンター（金銭収納業務）
- Thuriya Ace Technology Company Limited（保険会社向けの情報技術、情報技術システム及びソフトウェアソリューションの設計、開発等の業務）